# To the Aid of Stonewall Jackson
To the Aid of Stonewall Jackson è un cortometraggio muto del 1911 diretto da Sidney Olcott. Una storia della guerra civile americana con Gene Gauntier nel ruolo di Nan, la spia del sud.

## Produzione
Il film fu prodotto dalla Kalem Company. Venne girato a Jacksonville, Florida.

## Distribuzione
Distribuito dalla General Film Company, il film - un cortometraggio di una bobina - uscì nelle sale cinematografiche USA il 7 luglio 1911.